# 高山子镇
高山子镇，是中华人民共和国辽宁省锦州市北镇市下辖的一个乡镇级行政单位。

## 行政区划
高山子镇下辖以下地区：
高山子社区、高西村、高东村、平房村、南民村、二道村、赵家村、崔家村、龙湾村、季家村、薛家村和关家村。